# Газа
Вижте пояснителната страница за други значения на Газа.
Газа (на арабски غزة, на иврит עזה) е главният град в ивицата Газа. Населението му е 590 481 души (2017). Контролира се от Палестинската автономия, като преди Договорите в Осло през 1993 градът е част от Израел. Градът е разположен на площ от 45 квадратни километра (17 кв. мили). Газа е един от основните крайбрежни градове в страната, в който се намира единственото пристанище на Палестина. Разположен на около 76,6 км (47,6 мили) югозападно от провъзгласената за столица на страната Източен Йерусалим, градът е на брега на Средиземно море. Преди войната между Израел и Хамас през 2023 г. той е най-населеният град в Държавата Палестина, когато по време на войната се стига до масово убиване и изселване.

## История
Историята на града датира от 5 хилядолетие пр.н.е., което го прави един от най-старите градове в света. Разположен върху крайбрежните средиземноморски маршрут между Северна Африка и Левант, за по-голямата част от нейната история тя служи като търговски център от и за Червено море. От 2023 година за територията се бият Израел и Палестина. 

## Население
| година | население       |
| ------ | --------------- |
| 1557   | 12 000          |
| 1838   | 15 000 – 16 000 |
| 1882   | 16 000          |
| 1897   | 36 000          |
| 1906   | 40 000          |
| 1914   | 42 000          |
| 1922   | 17 426          |
| 1945   | 34 250          |
| 1982   | 118 272         |
| 1997   | 353 113         |
| 2004   | 381 247         |
| 2006   | 409 680         |
| 2017   | 590 481         |

## Побратимени градове
- Агадир, Мароко
- Барселона, Испания (1998)
- Дюнкерк, Франция (1996)
- Кашкайш, Португалия
- Тел Авив, Израел (1998)
- Торино, Италия (1997)
- Тромсьо, Норвегия (2001)